# Very Small Records
Very Small Records to niezależna wytwórnia płytowa, założona w 1989 roku przez Davida Hayesa, jednego ze współzałożycieli wytwórni Lookout! Records. Hayes opuścił Lookout! Records, by założyć własną, autorską wytwórnię. Pierwsze siedziby Very Small Records znajdowały się w kalifornijskich miastach Oakland, Berkeley oraz Emeryville.
Płyty wydawane przez tę wytwórnię pojawiły się dopiero w 1989 roku, jednak do pełnej dyskografii Very Small Records, David Hayes zalicza jeszcze nagrania pochodzące sprzed tego okresu; materiał z lat 1986–87, pochodzący z prywatnych zbiorów Hayesa, a także zbiór nagrań z lat 1987–89, obejmujący 19 wydawnictw wytwórni Lookout! Records, którą Hayes w tamtym czasie  współzarządzał, wraz z Lawrence'em Livermorem.
W latach 1994–97 wytwórnia funkcjonowała jako Too Many Records i miała swoją siedzibę w mieście Spokane, w stanie Waszyngton. Po przywróceniu poprzedniej nazwy, nową siedzibą wytwórni stało się Las Vegas.
Obecnie wytwórnia już nie działa; jej ostatnie wydawnictwo pochodzi z 2003 roku.
Very Small Records wydało nagrania takich zespołów, jak:
- Jawbreaker
- Less Than Jake
- Operation Ivy
- Pinhead Gunpowder